# کارین آلیسون
کارین آلیسون (انگلیسی: Karrin Allyson؛ زادهٔ ۲۷ ژوئیهٔ ۱۹۶۳) یک موسیقی‌دان اهل ایالات متحده آمریکا است. وی از سال ۱۹۸۷ میلادی تاکنون مشغول فعالیت بوده‌است.